# Сендайская астрономическая обсерватория
Сендайская астрономическая обсерватория — общественная астрономическая обсерватория, основанная в 1955 году в городе Сендай префектуры Мияги, Япония. Изначально обсерватория носила название «Сендайская муниципальная обсерватория» и располагалась в центре Сендая, но в 2007 году переехала на западную окраину города. При обсерватории есть планетарий с 25-м куполом. В 1955 — 2007 года код обсерватории был «893», а с 2008 года для нового места обсерватории был присвоен код «D93».

## Инструменты обсерватории
- 41-см рефлектор
- 20-см рефрактор
- 1.2-м телескоп (планируется)
- Солнечный телескоп

## Направления исследований
- Популяризация астрономии
- Открытие новых астероидов
- Астрометрия и фотометрия малых тел Солнечной системы

## Основные достижения
- Масахиро Коисикава с 1987 по 1995 года открыл 19 астероидов[1]
- 398 астрометрических измерений опубликовано с 1973 по 1996 года (код обсерватории «893»)[2]
- 1460 астрометрических измерений опубликовано с 2008 по 2010 года (код обсерватории «D93»)[3]

## Известные сотрудники
- К. Айсава — наблюдатель
- Масахиро Коисикава — наблюдатель
- С. Касахара — обработчик (работал в нескольких обсерваториях)